# Antonio Andrade Fajardo
Antonio Arnulfo Andrade Fajardo (Mocache, 4 de octubre de 1932-Guayaquil, 27 de diciembre de 2013) fue un político ecuatoriano de larga trayectoria en la provincia de Los Ríos.

## Biografía
Nació el 4 de octubre de 1932 en Mocache, provincia de Los Ríos, en el seno de una acomodada familia de hacendados. Realizó sus estudios superiores en la Universidad de Chile, donde obtuvo el título de ingeniero industrial. Posteriormente estudió ciencias agrícolas en la Universidad de Bolonia.
Inició su vida política en 1956 (a los 24 años) como consejero provincial de Los Ríos. Dos años después cumplió su primer periodo como diputado provincial, presidiendo la comisión de agricultura. Entre 1960 y 1962 se desempeñó como concejal de Quevedo, ocupando el cargo de presidente del consejo cantonal durante su periodo (lo que en la actualidad equivale a alcalde).
En 1962 entró a trabajar como docente en la Universidad Católica de Santiago de Guayaquil y en 1969 entró a la Universidad de Guayaquil, convirtiéndose en rector de la misma en 1976.
Para las elecciones legislativas de 1979 fue elegido miembro de la Cámara de Representantes por Los Ríos de la mano del partido Concentración de Fuerzas Populares. Unos meses después de iniciar el periodo renunció a su curul tras ser nombrado ministro de agricultura y ganadería por el presidente Jaime Roldós Aguilera, ocupando el cargo hasta mayo de 1981.
Durante el gobierno de León Febres-Cordero Rivadeneyra fue representante del ministro de educación ante el Consejo de Universidades y Escuelas Politécnicas del Ecuador (CONUEP). En 1986 fue nombrado embajador de Ecuador en República Dominicana por el presidente Febres-Cordero, ocupando el cargo hasta 1987.
En las elecciones legislativas de 1990 fue elegido diputado nacional (1990-1992) en representación de la provincia de Los Ríos por el Partido Social Cristiano. Durante su tiempo en el Congreso presidió la comisión de lo Agrario, Industrial y Comercial.
Para las elecciones de 1994 volvió a ser elegido diputado de Los Ríos por el mismo partido (periodo 1994-1996). Un año después de terminar el periodo se desafilió del Partido Social Cristiano y participó como candidato a diputado en las elecciones de 1998 por la alianza entre el Partido Liberal Radical Ecuatoriano y el Frente Radical Alfarista, pero no consiguió una curul.
Falleció el 27 de diciembre de 2013 en Guayaquil.